# Летсема, Тебохо
Тебохо Летсема (англ. Teboho Letsema; род. 9 сентября 2002, Makhalaneng, Масеру) — лесотский футболист, полузащитник клуба «Секхукхуне Юнайтед» и национальной сборной Лесото. 

## Карьера
Выступал в лесотских клубах «Кетан» и «Линаре». В январе 2024 года футболист перешёл в южноафриканский клуб «Секхукхуне Юнайтед». Однако футболист долго не попадал в заявку основной команды клуба. Дебютный матч футболист сыграл в новом сезоне 25 сентября 2024 года в матче против клуба «Чиппа Юнайтед», выйдя на замену на 92 минуте. Однако закрепиться в основной команде южноафриканского клуба у футболиста так и не получилось, за первую половину сезона сыграв лишь в 2 матчах чемпионата и снова перестав попадать в заявку, результативными действиями так и не отличившись. В январе 2025 года футболист на правах арендного соглашения отправился выступать в южноафриканский клуб «Апингтон Сити» из Первого дивизиона, которое рассчитано до конца сезона.

## Международная карьера
В сентябре 2023 года футболист получил вызов в национальную сборную Лесото. Дебютировал за сборную 9 сентября 2023 года в квалификационном матче Кубка африканских наций против сборной Кот-д’Ивуара, выйдя на замену в начале второго тайма.